# 超人ハルク (1982年のテレビアニメ)
超人ハルク（The Incredible Hulk）とは、マーベル・コミックの同名キャラクターをベースにした、アメリカ合衆国のテレビアニメ。アメリカでは1982年9月18日から1983年10月8日までNBCで放送された。

## 概要
1966年にマーベル・スーパーヒーローズの中で放送された『超人ハルク』の続編。スパイダーマン、スパイダーマン&アメイジング・フレンズと同じBGMが使われている。

### 日本での展開
日本では1990年にはSPOから日本語吹き替え版が搭載されたビデオが発売された後、2017年5月からHuluの「MARVEL BOX」の中で日本語字幕版が配信され、ビデオマーケットなどを含む有料配信サービスでも視聴できるようになった。
超人ハルクのテレビシリーズの所有権は、2001年にウォルト・ディズニー・カンパニーがマーベル・プロダクションを含むFOXキッズ・ワールドワイドを買収してからディズニーが所有しているが、このシリーズはDisney+では配信されていない。

## キャラクター
ブルース・バナー / ハルク（ビデオ版ではブルース・バーニー）
声 - マイケル・ベル（ブルース）、ボル・ホルト（ハルク変身時）、日本語版 - 玄田哲章
陸軍基地で働いている優秀な物理学者。ストレスで怒り震えるとハルクに変身する。
宇宙のガンマ線のテストで爆発に巻き込まれ、怪物ハルクになった。
リック・ジョーンズ
声 - マイケル・ホートン、日本語版 - 江原正士
カウボーイを被った金髪の少年。ブルース・バナーを信頼する仲間。
彼にはリタというガールフレンドがいる。
ベティ・ロス
声 - B・J・ウォード、日本語版 - 玉川紗己子
陸軍基地でブルースと働いている研究科学者。
60年代アニメ版と同様、ハルクの正体がバナーであることを知らない。
サディアス・ロス将軍（ビデオ版ではサンダーボルト・ロス将軍）
声 - ボブ・リッジリー、日本語版 - 藤本譲
ベティの父親。
ネッド・タルボット大佐
声 - パット・フレイリー、日本語版 - 大塚明夫
コミックではグレン・タルボット。不器用で臆病な性格。
ハルクには憎しみを持っており、ベティを愛するブルースとはライバルな関係。
シー・ハルク
声 - 不明、日本語版 - ?
『シー・ハルク参上！』に登場。
カールストン博士
声 - 不明、日本語版 - ?
ガンマ線を作動させてバナー博士をハルク化させた科学者。
名前不明 (Cavegirl)
声 - 不明、日本語版 - ?
ハルクが恋した原始人の女（穴居人の女とも）。

### 悪役
ドクター・オクトパス
声 - 不明、日本語版 - ?
ぺリウム99(ツーナイン)を奪った科学者。
カジモド
声 - 不明、日本語版 - ?
コミック「The Incredible Hulk versus Quasimodo」の悪役、第4話に登場。
サイクロプス
声 - 不明、日本語版 - ?
第5話に登場。
パペット・マスター
声 - 不明、日本語版 - ?
第6話に登場。
Dr.Proto
声 - 不明、日本語版 - ?
第8話に登場。
リーダー/サミュエル・スターンズ
声 - 不明、日本語版 - ?
第10話に登場。

### オリジナルキャラクター
リオ
声 - ロベルト・クルス、日本語版 - 上田敏也
「リオのお店（Rio's Ranchero）」を所有・経営しているオーナー。
リタ
声 - スーザン・ブル、日本語版 - 安永沙都子
リックのガールフレンド。

### その他
スタン・リー
声 - 本人、日本語版 - 不明
本編で物語を語るおじさん

## エピソード
| 話数 | 邦題 (字幕版)        | 邦題 (SPO版)                | 原題                             | 脚本                                          | 放送日         |
| ---- | -------------------- | --------------------------- | -------------------------------- | --------------------------------------------- | -------------- |
| 1    | 怪物ハルクの正体     | ハルク誕生                  | Tomb of the Unknown Hulk         | マイケル・リーヴス                            | 1982年 9月18日 |
| 2    | 運命の囚人           |                             | Prisoner of the Monster          | ミスティ・スチュアート                        | 9月25日        |
| 3    | ハルクが生まれた日   |                             | Origin of the Hulk               | デニス・マークス                              | 10月2日        |
| 4    | 怪物とモンスター     | 対決!ノートルダムのせむし男 | When Monsters Meet               | アーサー・ブラウン・ジュニア                  | 10月9日        |
| 5    | サイクロップス計画   | 究極のレーザーシャワー      | The Cyclops Project              | マイケル・リーヴス                            | 10月16日       |
| 6    | 秘密を知られたバナー |                             | Bruce Banner Unmasked            | マイケル・リーヴス                            | 10月23日       |
| 7    | 時空を超えた出会い   | ジャングルのモンスター      | The Creature and The Cavegirl    | マルティン・パスコ                            | 10月30日       |
| 8    | ハルクの未知なる敵   |                             | It Lives! It Grows! It Destroys! | フレッド・ラッド                              | 11月6日        |
| 9    | ハルクは小さな巨人   |                             | The Incredible Shrinking Hulk    | アーサー・ブラウン・ジュニア                  | 11月13日       |
| 10   | リーダーの野望       |                             | Punks on Wheels                  | ポール・ディーニ                              | 1983年 9月17日 |
| 11   | シー・ハルク参上     |                             | Enter: She-Hulk                  | マイケル・リーヴス                            | 9月24日        |
| 12   | 恐ろしい予言         |                             | The Boy Who Saw Tomorrow         | マイケル・リーヴス                            | 10月1日        |
| 13   | ブルース・バナー消滅 |                             | The Hulk Destroys Bruce Banner   | マイケル・リーヴス マーク・スコット・ジクリー | 10月8日        |

## スタッフ
- 原作 - スタン・リー、ジャック・カービー
- 作曲 - ジョニー・ダグラス
- 製作総指揮 - デビッド・H・デパティエ、リー・ガンサー
- プロデューサー - ドン・ジャーウィッチ
- 制作 - マーベル・プロダクション

## 制作
本作はスタン・リーがナレーションを担当しており、一部のBGMトラックにおいてはダンジョンズ&ドラゴンズでも使われている。バットマンとX-メン:エボリューションの監督・脚本を務めたボイド・カークランドは、本作のレイアウト担当でもあった。